# Denis Solís
Denis Solís es un rapero cubano y miembro del Movimiento San Isidro.

## Detención
En noviembre de 2020, Solís hizo público a través de una transmisión en vivo por Facebook en el cual se enfrenta a un oficial de la Policía Nacional Revolucionaria (PNR) en La Habana Vieja, donde reside, diciéndole que no tenía derecho a entrar en su vivienda ni a "hostigarlo". Posteriormente, el 9 de noviembre fue detenido por las autoridades de la Revolución cubana, sometiéndolo a un proceso judicial bajo el cargo de "desacato" que culminó con una condena de ocho meses de prisión para el músico por parte del Tribunal Provincial de La Habana. En diciembre Solís fue trasladado al Combinado del Este, un centro penitenciario de máxima seguridad.

## Reacciones
La sentencia provocó una serie de reacciones tanto a nivel nacional como internacional. El músico y miembro del MSI, Maykel Castillo, ha iniciado huelgas de hambre en varias oportunidad a modo de protesta, las cuales también han incluido periodos de huelga seca (sin ingerir agua). A dicha huelga se han sumado otras figuras públicas del arte y la cultura opositoras al castrismo, entre los que destacan el periodista Carlos Manuel Álvarez, junto al artista y activista político Luis Manuel Otero Alcántara.
El Movimiento San Isidro inició una serie de protestas, incluyendo huelgas de hambre, en contra de la detención de Solís.
El 29 de noviembre la estudiante de comunicación social Rosanne Carmona fue detenida por intentar participar en protesta en el Capitolio de La Habana.
Asociaciones y grupos de artistas tales como el Consejo de Música de Finlandia, Safe Muse de Noruega, Free Muse 98 de Dinamarca, la Unión de Músicos Finlandeses, CREO, PEN América y Artistas en Riesgo expresaron su rechazo al encarcelamiento de Solís.